# Mario Cipollini
Mario Cipollini, född den 22 mars 1967 i Lucca, är en tidigare professionell tävlingscyklist från Italien. Han var en spurtspecialist och innehar rekordet för flest etappsegrar i Giro d'Italia med 42 stycken framför Alfredo Binda. Italienaren vann sin första etapp på Giro d'Italia 1989. Cipollini vann tolv etapper i Tour de France under sin karriär. Cipollini vann världsmästerskapen i Zolder 2002 och samma år tog han segern i Milano-San Remo. Under sin karriär vann han Gent-Wevelgem 1992, 1993 och 2002. Hans smeknamn är "Il Re Leone" eller "Lejonkungen". Han avslutade sin karriär som cyklist den 26 april 2005. Han gjorde en kort comeback under säsongen 2008 men drog sig sedan tillbaka igen.

## Början
Mario Cipollini är yngre bror till Cesare Cipollini, som var proffscyklist mellan 1978 och 1990. När Mario Cipollini var ung fick han ibland följa med sin familj till sin brors tävlingar, bland annat till Milano-San Remo.
Hans första etappvinst kom när han vann en etapp på Tour des Pouilles 1989, samma år då han blev professionell med Del Tongo-Val di Non.

## Karriär
Mario Cipollini var en spurtspecialist som startade en trend med att ha ett långt tåg av cyklister från sitt lag som hjälpte honom att vinna spurtetapperna. Det var under slutet av 1990-talet en vanlig syn att se de rödklädda Saeco/Cannondale-cyklisterna i spetsen av klungan under den sista delen av etapperna. Tåget cyklade på i högt tempo i de sista kilometerna av etapperna och förhindrade andra cyklister att attackera. Under de sista 200-300 meterna var Mario Cipollini den enda cyklisten i stallet, och i klungan, att kunna hålla det höga tempot och kunde därmed vinna etapperna. Han var dock ingen bergsklättrare och direkt när spurtetapperna var över i Grand Tour-sammanhang valde han att återvända hem i stället för att behöva cykla i bergen. Det fanns dock undantag. Bland annat körde han igenom alla etapper för att vinna tre poängtröjor i Giro d'Italia under sin karriär.
Milano-San Remo var också den tävlingen som Mario Cipollini drömde om att få vinna redan som barn, men trots att han var den snabbaste sprintern under 1990-talet var den segern den svåraste att ta. Han slutade tvåa i tävlingen 1994 och Giorgio Furlan slutade just framför italienaren. Ett år tidigare, när italienaren Maurizio Fondriest vann loppet, invaderade publiken mållinjen och stannade därmed upp tävlingschefens bil, varför gruppen som jagade de resterande prispallsplaceringarna, som inkluderade Cipollini, kraschade in i bilen. Cipollini blev irriterad och kastade sin cykel i bilens vindruta. Cipollini slutade tvåa i tävlingen 2001, på sitt trettonde försök, bakom Erik Zabel. På sitt fjortonde försök orkade dock inte tysken Erik Zabel följa med Mario Cipollinis grupp uppför stigningen Cipressa och äntligen kunde den 35-åriga italienaren ta den seger som han så länge hade drömt om.

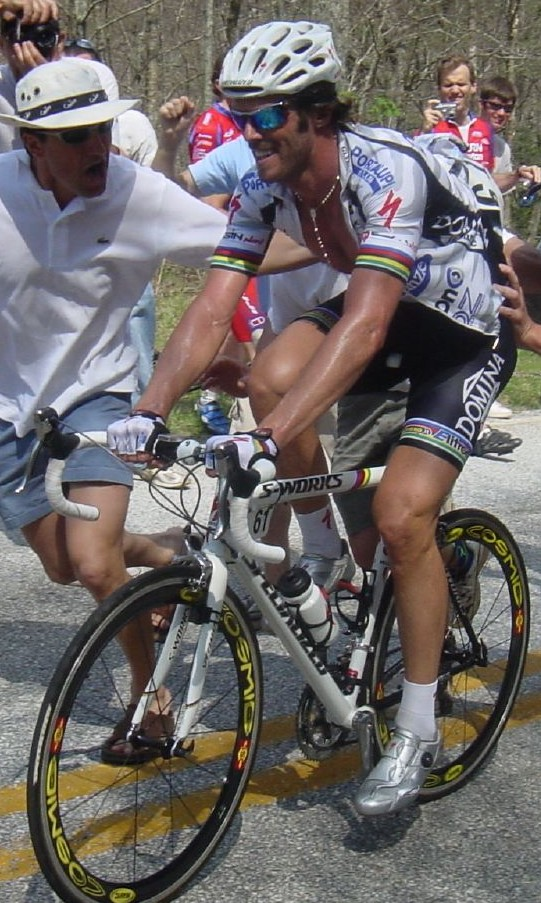
Den tidigare världsmästaren under Tour de Georgia 2004.

Cipollinis stall under säsongen 2002, Acqua & Sapone, blev dock inte inbjudna till Tour de France 2002 och Cipollini valde att avsluta sin karriär, men Franco Ballerini, ledare för det italienska nationslaget för världsmästerskap och Olympiska spelen, bad honom dock att återvända till cykelsporten. Han återvände och laget inför världsmästerskapen byggdes kring den italienska spurtaren.

En klungspurt ledde Mario Cipollini till seger i världsmästerskapen i Zolder 2002 före bland annat spurtarna Robbie McEwen och Erik Zabel.
Under Giro d'Italia 2003, fortfarande i världsmästardräkten, övertog han rekordet för antal etappsegrar framför Alfredo Binda. Det var dock nära att Alessandro Petacchi, med sitt Fassa Bortolo-stall, skulle förhindra det. Efter många försök bröt han rekordet. Dagen därpå lämnade Mario Cipollini tävlingen med anledning av en skada som han ådragit sig i en krasch. Den italienska världsmästaren och hans stall Domina Vacanze blev inte inbjudna för att tävla i Tour de France samma år, varför Mario Cipollini anklagade dem för att vara respektlösa mot världsmästartröjan. Det var efter Mario Cipollinis skada i Giro d'Italia 2003 som Mario Cipollinis karriär började gå utför. Under säsongen 2003 vann han bara fyra etapper och tävlingen och under säsongen 2004 blev det bara tvåa segrar. I stället började Fassa Bortolos cyklist Alessandro Petacchi ta över rollen som världens bästa spurtare. 
Mario Cipollini lämnade Giro d'Italia 2004 med anledning av en krasch och det var första gången under sin karriär som han lämnade Giro d'Italia utan att ha vunnit en enda etapp.
Inför året 2005 kom han tillbaka, då med det nya stallet Liquigas-Bianchi, och han vann etapper på Tour of Qatar och Giro di Lucca. På den sistnämnda tävlingen vann han mot ärkerivalen Petacchi. Han slutade Milano-San Remo i klungan i marsmånad och förstod då att hans avslut på karriär var nära. 
Efter 16 år som professionell tävlingscyklist berättade Mario Cipollini den 26 april 2005 att han tänkte avsluta sin karriär med omedelbar verkan, en vecka innan Giro d'Italia startade. När han lade av hade han vunnit sammanlagt 191 lopp. I sitt sista framträdande på Giro d'Italias prolog 2005 bar italienaren en specialtillverkad rosa tröja med alla hans karriärsegrar nedskrivna.

## Återkomst

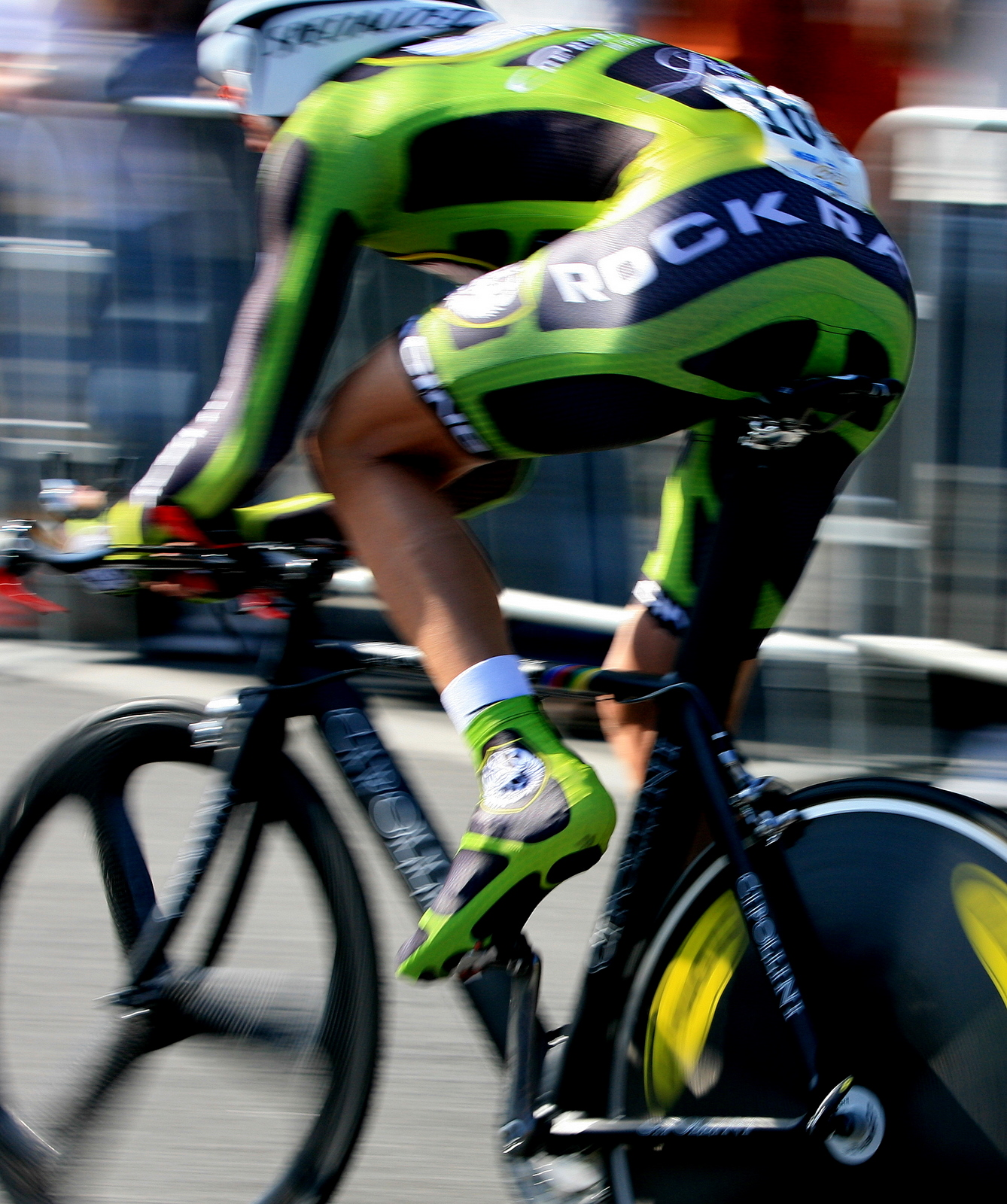
Mario Cipollini under sin comeback i Tour Of California 2008

I slutet av 2007 började det komma rykten om att Mario Cipollini var på väg att göra en comeback med det amerikanska stallet Rock & Republic Racing Team. I mitten av januari 2008 berättade La Gazzetta dello Sport att italienaren skulle skriva på ett kontrakt med stallet, men att han också skulle bli manager i laget. Men det blev dock inget kontrakt skrivet i mitten av januari utan när stallet inte kunde ge italienaren ett rakt besked valde han att vänta med att skriva på kontraktet. Cipollini var inte heller helt glad över att stallet hade kontrakterat dopningsanklagade cyklister som Oscar Sevilla, Tyler Hamilton och Santiago Botero. Tidigare samma vecka hade Mario Cipollini också blivit tillsagd att betala in över en miljon euro till det italienska skatteverket. Anledningen var att italianaren under 1998 och 1999 varit skriven på en adress i Monaco men befann sig i praktiken i Italien, enligt det italienska finansdepartementet. Ytterligare några dagar senare valde Cipollini slutligen att skriva på kontraktet med Rock & Republic Racing Team som manager och cyklist. 40-åring hade bland annat planer på att cykla Tour of California, som är en av Nordamerikas största cykeltävlingar där även stall från UCI ProTour ställer upp.
Den då 40-åriga Mario Cipollini slutade trea, bakom Tom Boonen och Heinrich Haussler, på den andra etappen av Tour of California 2008. I mars 2008 avslutade Cipollini sitt kontrakt med Rock & Republic Racing Team.

## Kontroverser
Mario Cipollini tyckte om att överraska och flera gånger kom han till etapper iklädd annat än sina lagkläder. Bland annat kom han till etapper iklädd en muskeldräkt, zebra- och tigermönstrade kläder och en technoinspirerad tempodräkt, inspirerad från filmen Tron från 1982. Under en vilodag av Tour de France 1999 var han och stallkamraterna i Saeco klädda som de gamla romarna för att fira Julius Caesars födelsedag och för att fira Mario Cipollinis fjärde raka seger i tävlingen. När han ledde Tour de France valde han att en dag att var helt klädd i gult. Mario Cipollini och hans stall var tvungna att betala böter för att de gjorde så. Efter den dagen ändrade dock tävlingsorganisationerna sin syn på färgmatchningen. Cipollini var för övrigt tvungen att betala böter även för muskeldräkten. Han valde senare att auktionerna ut dräkten och den såldes för 100 miljoner lira, 100 gånger så mycket som bötern hade gått på.
Tour de France-direktör, Jean-Marie Leblanc, bjöd inte in cyklisten och hans stall till tävlingen mellan 2000 och 2003 med anledning av att Cipollini alltid försvann när spurtetapperna var över. Under Vuelta a España 2003 valde italienaren att åka hem redan efter prologen, ett kort tempolopp som ofta inleder Grand Tour-tävlingarna. Cipollinis stall Domina Vacanze hade blivit erbjudna ett plats i tävlingen för att Cipollini skulle dra publik och för att han skulle försöka vinna etapper. Anledning till att han lämnade tävlingen, var enligt honom, att han fortfarande inte var helt läkt från en skada och egentligen inte hade velat tävla överhuvudtaget vid tillfället.

## Privatliv
Mario Cipollini har två barn tillsammans med sin ex-fru.
2022 dömdes Cipollini till tre års fängelse och 85 000 euro i skadestånd till sin ex-fru för misshandel, olaga hot och olaga förföljelse.

## Meriter (utdrag)
- Världsmästare linjelopp 2002
- 42 etappsegrar i Giro d'Italia
- 12 etappsegrar i Tour de France
- 3 etappsegrar i Vuelta a España
- 3 segrar i Gent-Wevelgem
- 1 seger i Milano-Sanremo

## Stall
- 1989-1990 Del Tongo-Val di Non
- 1991 Del Tongo-MG Boy's
- 1992 GB-MG Boy's-Bianchi
- 1993 GB-MG Maglificio
- 1994 Mercatone Uno-Medeghini
- 1995 Saeco-Mercatone Uno
- 1996-1997 Saeco-Estro
- 1998-1999 Saeco-Cannondale
- 2000 Saeco-Valli & Valli
- 2001 Saeco
- 2002 Acqua & Sapone-Cantina Tollo
- 2003 Domina Vacanze-Elitron
- 2004 Domina Vacanze
- 2005 Team Liquigas

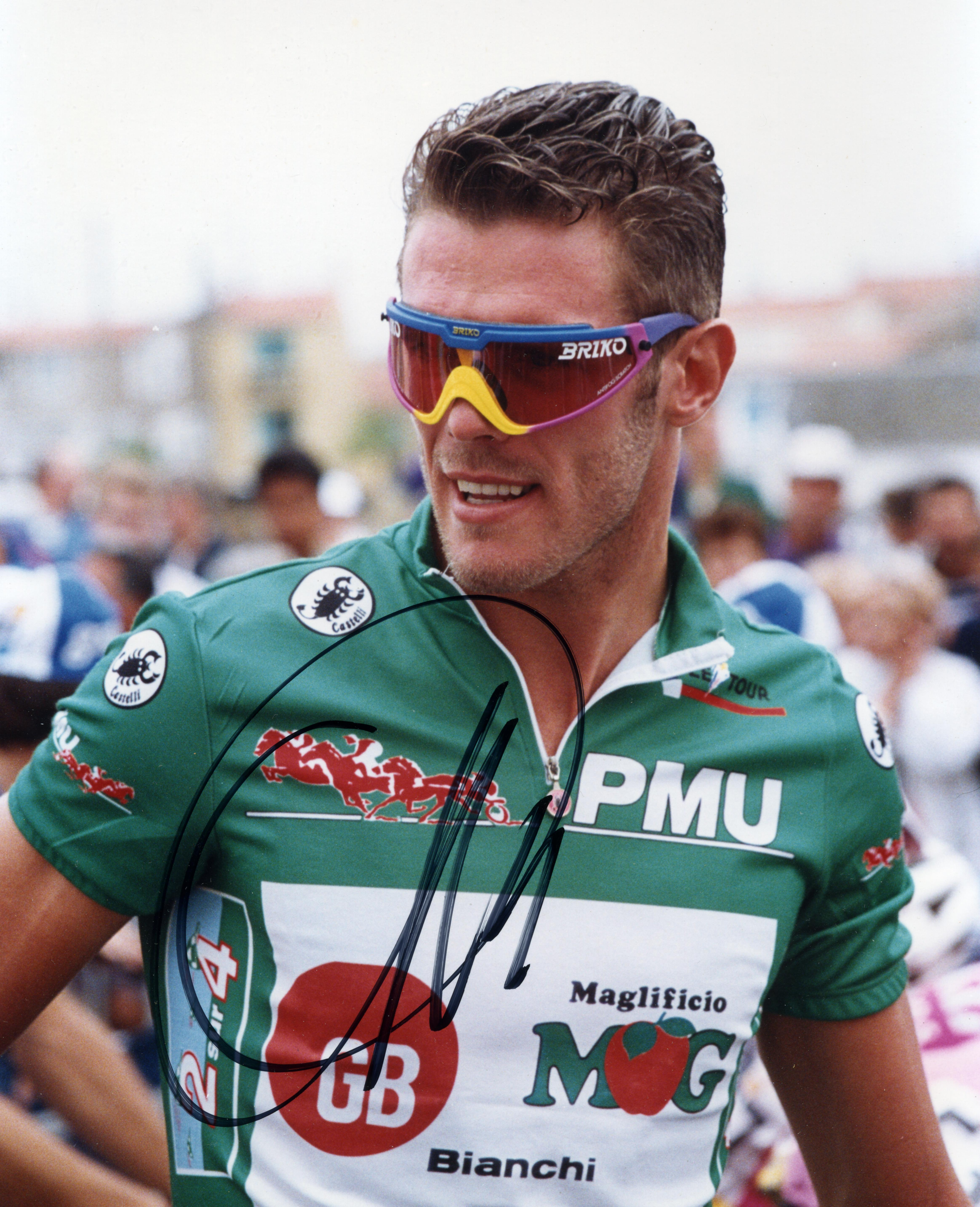
Mario Cipollini under Tour de France 1993

- 2008 Rock & Republic Racing Team (till och med mars 2008)